# Elena Sánchez Valenzuela
Elena Sánchez Valenzuela (Ciudad de México, 2 de marzo de 1900 - 30 de septiembre de 1950) fue una actriz mexicanas de cine mudo, periodista, feminista y sufragista. Valenzuela trabajó para la creación de un archivo de cine mexicano, que derivó en la Filmoteca de la UNAM. 

## Biografía
Elena Sánchez Valenzuela nació el 2 de marzo de 1900 en la Ciudad de México, México. Hija del periodista Abraham Sánchez Arce y de Juana Valenzuela. Todavía era estudiante del Conservatorio Nacional de Música cuando hizo su debut cinematográfico en Barranca trágica (1917). Al año siguiente, fue elegida para protagonizar la primera adaptación cinematográfica de la novela de 1902 de Federico Gamboa, Santa (1918); película muda producida por Germán Camus y dirigida por Luis G. Peredo. Esta cinta estableció una fórmula que prevaleció en México hasta la década de 1940, el tema de la «prostituta noble», una joven que generalmente vive en los tugurios urbanos y cae en la trampa del inicio de la modernidad y la industrialización. En Santa, una joven campesina es seducida y abandonada por un soldado, cuando su familia se percata de lo sucedido la rechaza y ella se traslada a la Ciudad de México donde se convierte en prostituta para poder mantenerse. La película se estrenó el 13 de julio de 1918 y consiguió un gran éxito.
En 1918, protagonizó otra película dirigida por Peredo, La llaga, y en 1920 actuó en El escándalo bajo la dirección de Alfredo B. Cuellar. Al mismo tiempo que hacía películas, Sánchez siguió los pasos de su padre como periodista. En agosto de 1920, fue enviada como corresponsal de El Demócrata a Los Ángeles, California. Mientras estaba en Estados Unidos ganó un concurso organizado por un periódico local para promover su carrera como actriz y conocer personalidades de Hollywood en eventos publicitarios en lugares como el Teatro Chino de Grauman. Le ofrecieron un papel en Almas que sufren, pero el proyecto no prosperó y Sánchez regresó a México.
Realizó su papel más aclamado en 1921, en la cinta En la hacienda, que se estrenó en el castillo de Chapultepec en una función especial para el presidente Álvaro Obregón. Se proyectó en 20 salas de cine y fue declarada la mejor película del año. Como Santa previamente, la película fomentó un género emblemático, el melodrama rural, que por lo general destacaba el sufrimiento de los indígenas pobres. Este sería su último papel, ya que su padre le ordenó poner fin a su carrera, que había iniciado como menor de edad sin su autorización. En 1922, comenzó a escribir una columna en El Universal Gráfico llamada «El cine y sus artistas» y en 1929 se trasladó a París para trabajar como corresponsal de noticias durante los siguientes cuatro años; regresó a México en la década de 1930 para trabajar en El Día.
Trabajó, en 1936, en un proyecto llamado «Brigadas Cinematográficas», solicitado por el presidente Lázaro Cárdenas. La película que Sánchez fotografió y dirigió fue un documental sonoro sobre el estado de Michoacán, que recibió elogios por su valor artístico e histórico escenificando la vida rural en el estado. La cinta fue un largometraje y el contrato indicaba que no podría ser exhibida comercialmente. A lo largo de la década de 1930 visitó la filmoteca del Cine Club en la Ciudad de México y presionó para la creación de un departamento de Cinematografía dependiente de la Secretaría de Educación Pública, que fuera funcional y realizara labores de archivo. La Filmoteca Nacional se convirtió en realidad en 1942, cuando el presidente Manuel Ávila Camacho autorizó su creación y le asignó a Sánchez la responsabilidad de promover la preservación archivística.
En un intento por recopilar películas, comenzó a recorrer el país en 1944, ya que pocos organismos gubernamentales las habían enviado. Visitó  organismos públicos, empresas y particulares para convencerlos de archivar copias de sus películas para preservarlas. En 1947, el archivo se asignó a la Universidad Nacional Autónoma de México y Sánchez comenzó a viajar por toda América Latina para impulsar la preservación de películas. En 1948, viajó por Argentina y Uruguay para dar conferencias sobre la industria del cine mexicano y su preservación en la Filmoteca Nacional.
Murió el 30 de septiembre de 1950 en la Ciudad de México.

## Filmografía
| Año  | Título            | Rol      | Notas        |
| ---- | ----------------- | -------- | ------------ |
| 1922 | En la hacienda    | Petrilla |              |
| 1920 | La llaga          |          |              |
| 1919 | El eco del abismo |          |              |
| 1918 | Atavismo          |          | Cortometraje |
| 1918 | Santa             | Santa    | Cortometraje |
| 1917 | Barranca Trágica  |          |              |

## Homenajes y reconocimientos
El 30 de marzo de 2023, los Estudios Churubusco develaron 8 placas con los nombres de las pioneras de la industria del cine mexicano, las cuales están en la entrada de los foros de grabación. Además de Sánchez Valenzuela, las homenajeadas fueron Mimí Derba, Cándida Beltrán, Gloria Schoemann, Matilde Landeta, Carmen Toscano, Adela Sequeyro, Adriana y Dolores Ehlers.